# 埃爾姆斯普林斯 (阿肯色州)
埃爾姆斯普林斯（英語：Elm Springs）是一個位於美國阿肯色州本頓縣和華盛頓縣的城市。根據2020年美國人口普查，該地人口為2361人，而該地的面積約為15.41平方千米。

## 地理
埃爾姆斯普林斯的座標為36°12′27″N 94°13′17″W / 36.20750°N 94.22139°W，而該地的平均海拔高度為361米（即1184英尺）。